# Готеро, Пьер-Клод
Пьер-Клод Готеро (фр. Pierre-Claude Gautherot,; 1769[…] или 1765[…], Париж[…] — 22 июля 1825[…], Париж[…]) — французский художник.

## Биография
Родился в 1769 году в Париже в семье художника Клода Готеро (1729—1802). С 1787 года являлся учеником Жака Луи Давида. В юности специализировался на портретной живописи. В годы Первой империи Готеро стал автором нескольких масштабных батальных полотен, реализм и драматизм которых высоко ценились современниками, однако в дальнейшем был практически забыт.
Художественное наследие Готеро изучено недостаточно. Если работы художника на современные ему батальные сюжеты отличает, наряду с патетикой, высокий уровень реализма в изображении униформы, наград и других деталей, то этого совсем нельзя сказать о прочих его картинах, выполненных на литературные и мифологические сюжеты. Так, картина «Пирам и Фисба», по мысли художника, изображает вавилонян, а картина «Атала» — индейцев; и те и другие имеют древнегреческую внешность во вкусе наполеоновского времени.
Скончался в Париже в 1825 году.

## Картины Пьера-Клода Готеро, представленные вВерсальском дворце-музее

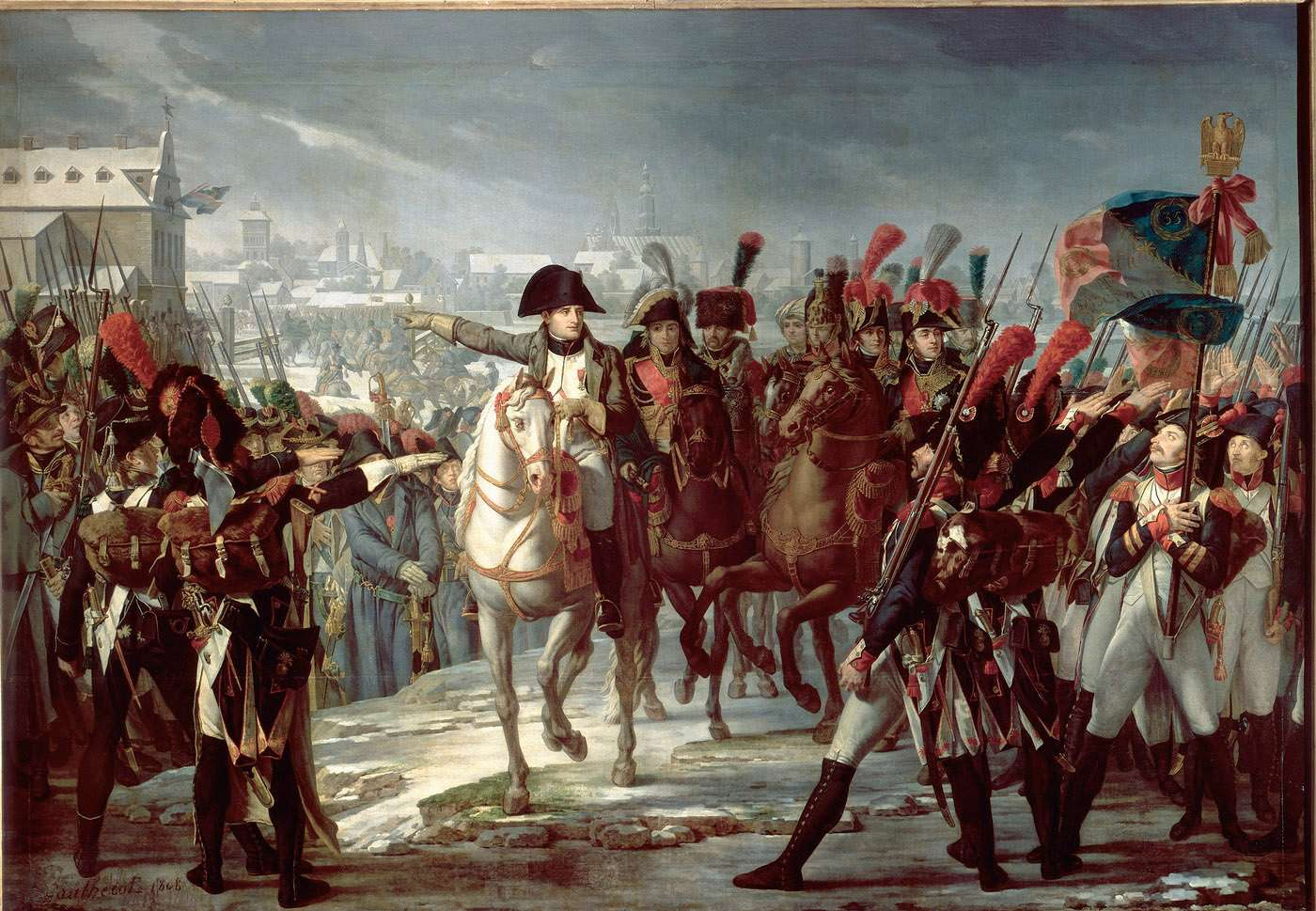
Наполеон со штабом в ходе войны 1805 года.
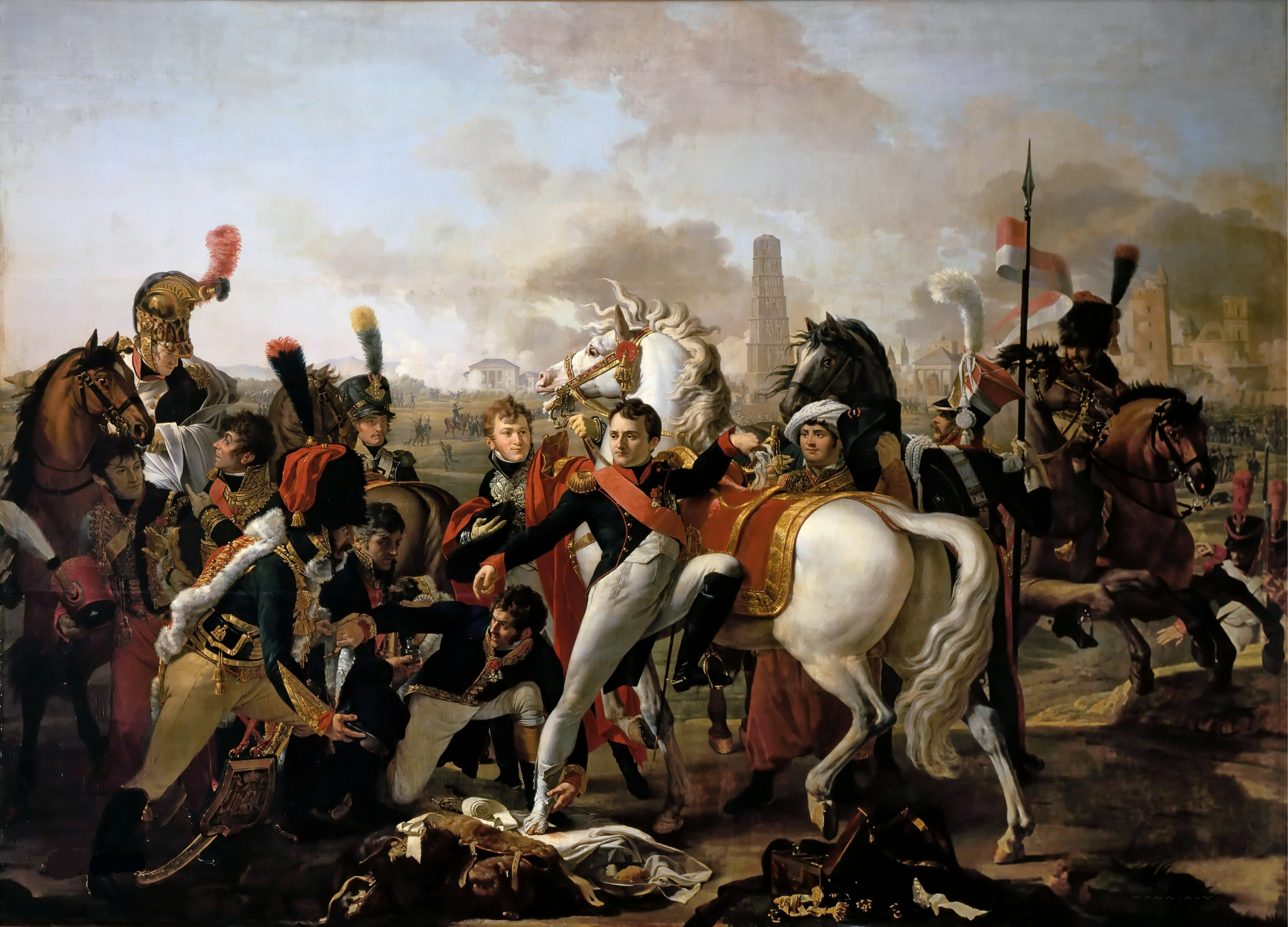
Наполеон в Регенсбурге в ходе войны 1809 года.
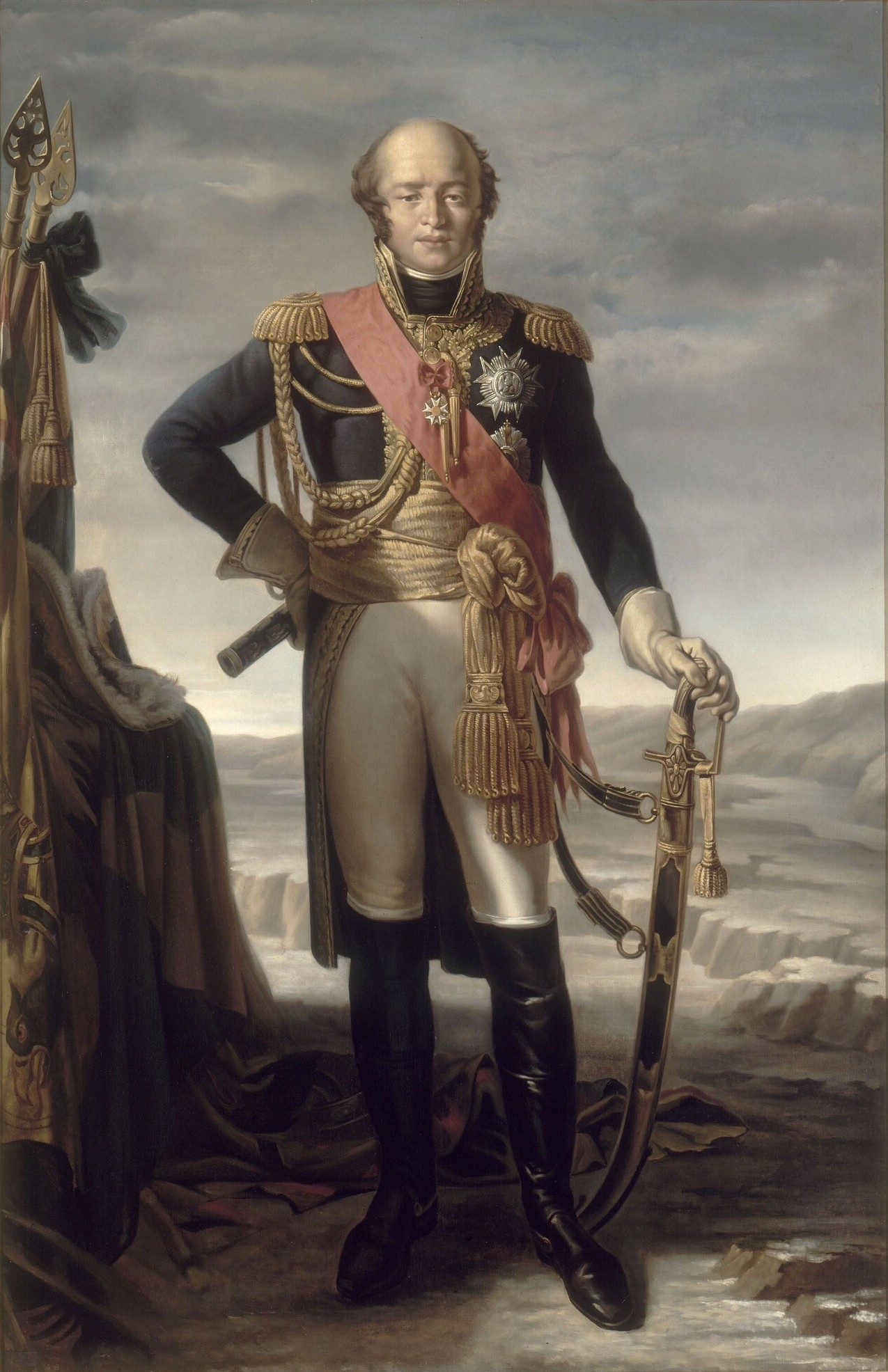
Парадный портрет Луи-Николя Даву, наиболее известный и часто воспроизводимый портрет маршала.
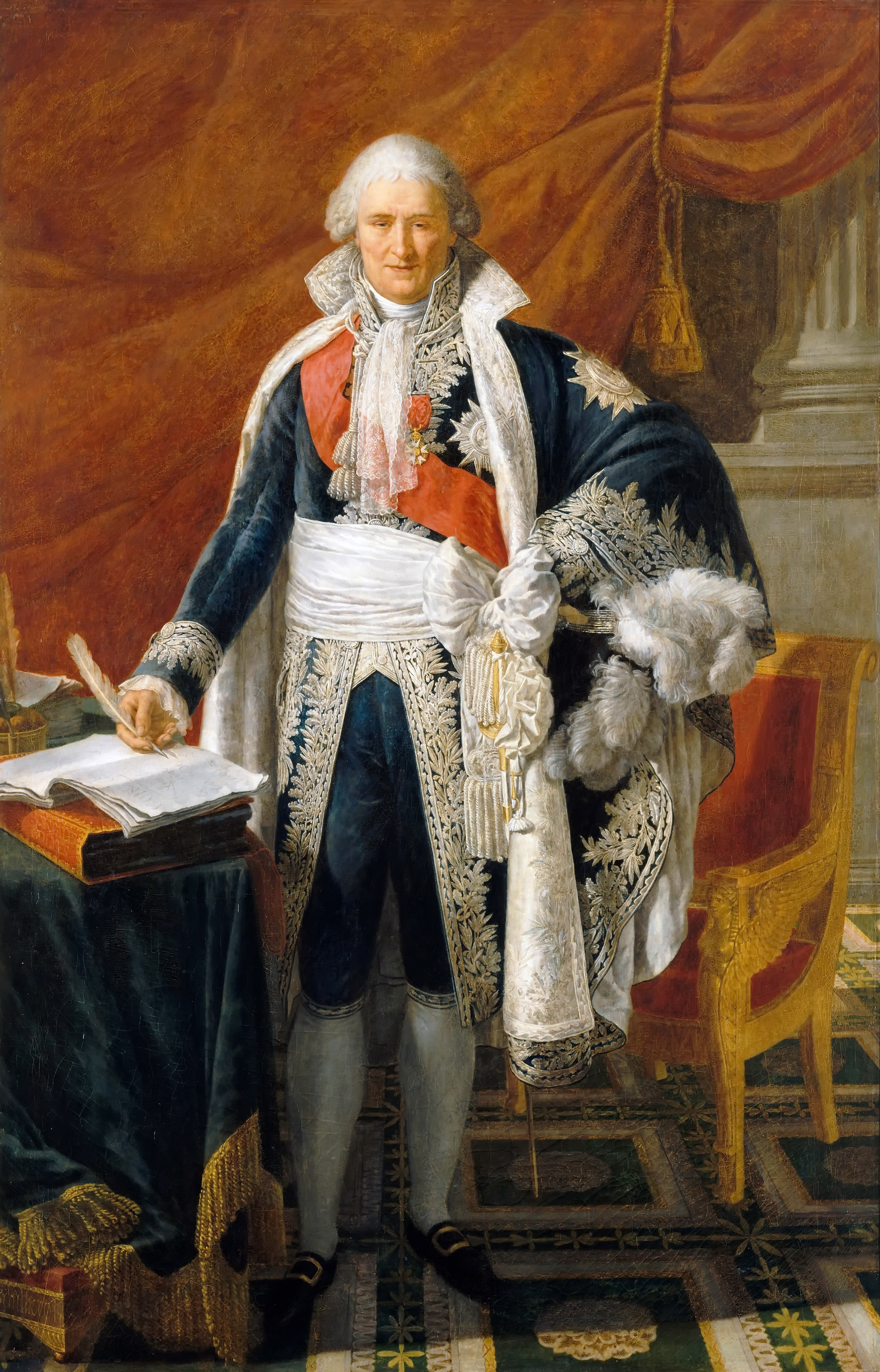
Парадный портрет сановника Жана Порталиса.

## Другие работы

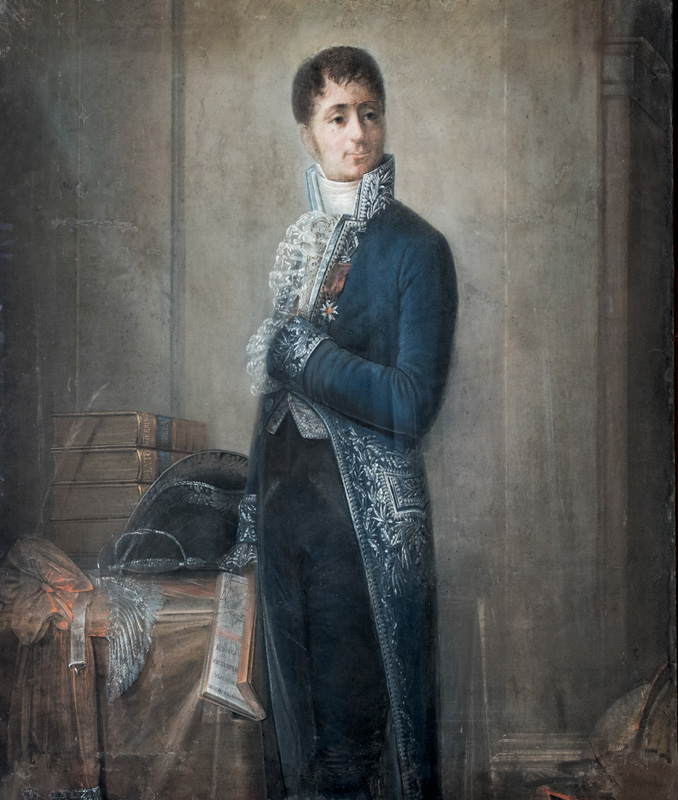
Портрет математика и физика Жана-Батиста Жозефа Фурье в мундире префекта департамента Изер (приписывается Готеро).
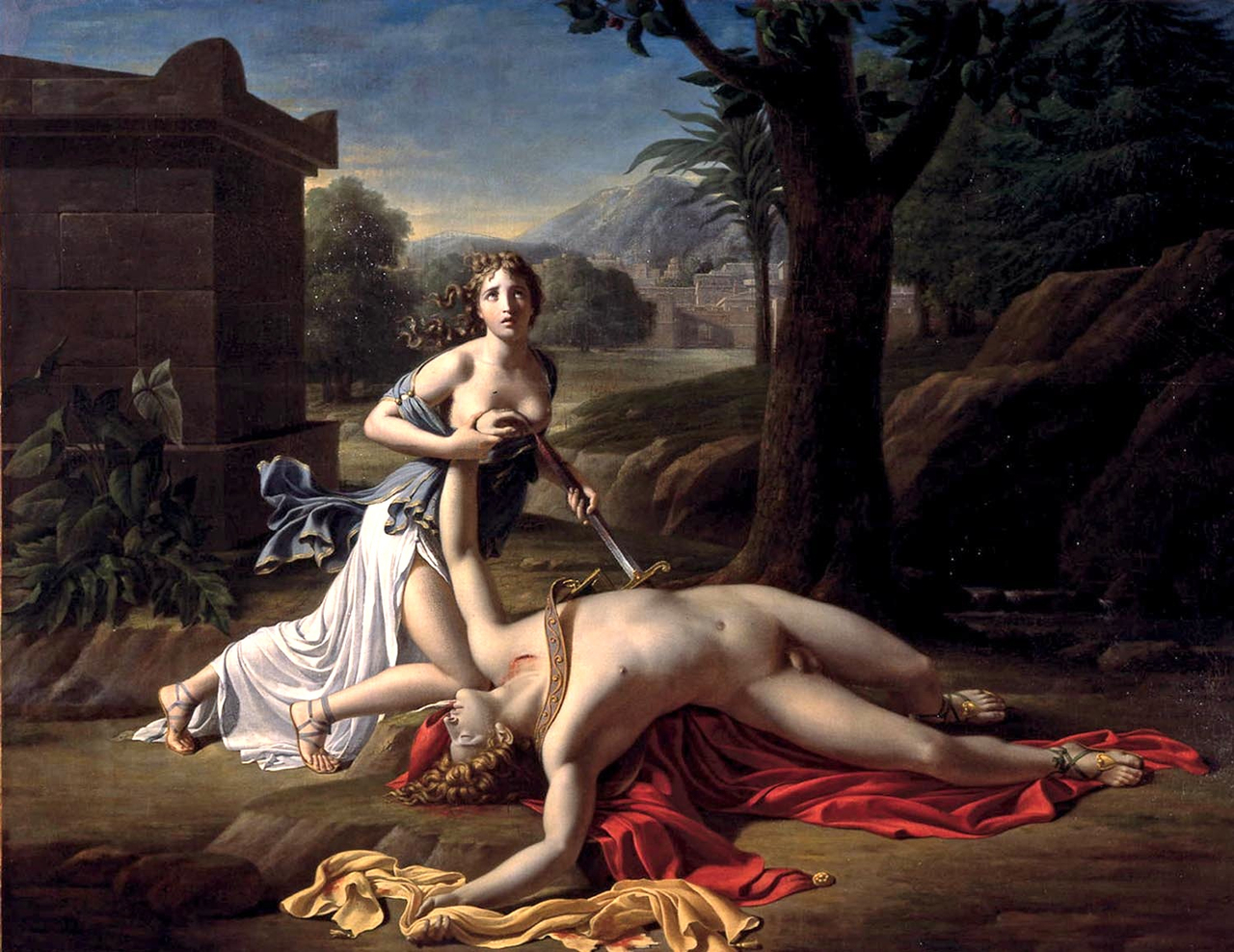
Пирам и Фисба. Музей истории и искусств Мелёна.
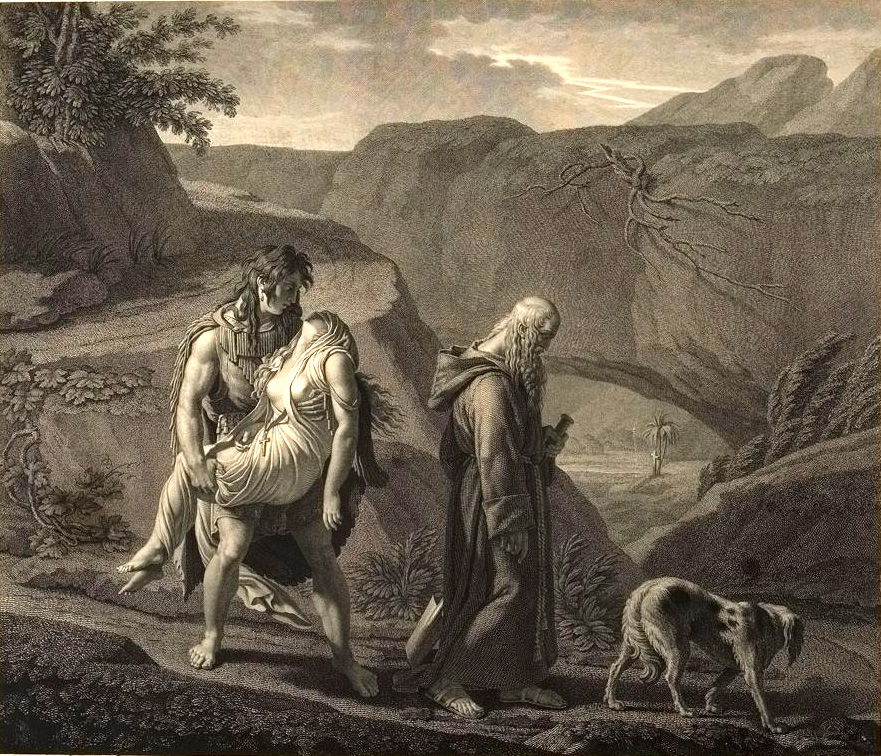
Картина на сюжет из повести Рене де Шатобриана «Атала, или Любовь двух дикарей в пустыне». Гравюра с оригинала Готеро. Гарвардский художественный музей.